# 勒瓦
勒瓦（法語：Le Vast，法語發音：[lə va]）是法国芒什省的一个市镇，属于瑟堡区。

## 地理
勒瓦（49°37'21"N, 1°21'27"W）面积13.04 平方千米，位于法国诺曼底大区芒什省，该省份为法国西北部沿海省份，西、北、东北三面环大西洋，东起顺时针与卡爾瓦多斯省、奧恩省、马耶讷省和伊勒-维莱讷省接壤。
与勒瓦接壤的市镇（或旧市镇、城区）包括：布里勒瓦、康特卢、拉佩尔内勒、特尔泰维尔博卡日、瓦尔康维尔、勒维塞勒。
勒瓦的时区为UTC+01:00、UTC+02:00（夏令时）。

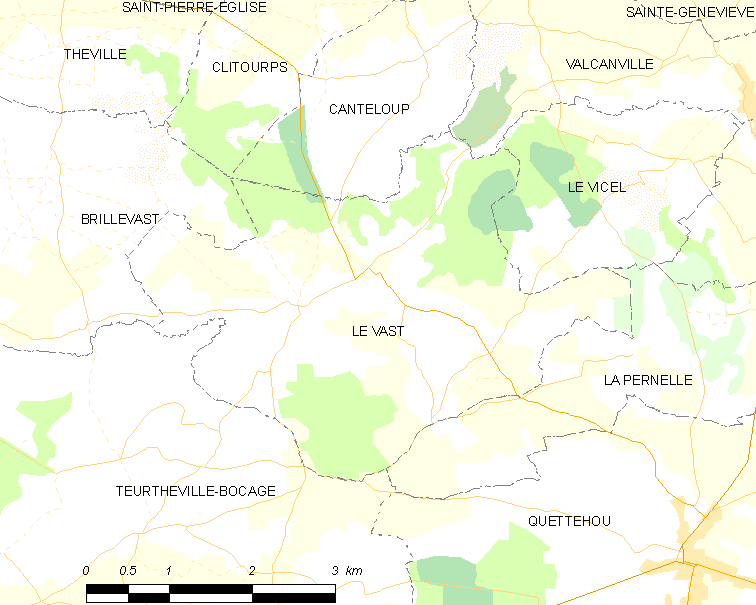
勒瓦的OSM定位图

## 行政
勒瓦的邮政编码为50630，INSEE市镇编码为50619。

## 政治
勒瓦所属的省级选区为赛尔河谷县。

## 人口

1962-2008年间勒瓦人口变化图示

勒瓦于2022年1月1日时的人口数量为325人。